# Indonapomyza vanga
Indonapomyza vanga är en tvåvingeart som beskrevs av Singh och Ipe 1971. Indonapomyza vanga ingår i släktet Indonapomyza och familjen minerarflugor. Inga underarter finns listade i Catalogue of Life.